# Очамчирский район
Очамчи́рский район (груз. ოჩამჩირის რაიონი), в Республике Абхазии — Очамчы́рский райо́н (абх. Очамчыра араион) — район Абхазской АССР и частично признанной Республики Абхазии. В рамках административного деления Грузии находится на части территории Очамчирского муниципалитета Абхазской Автономной Республики. Административный центр — город Очамчыра. Крупнейшие населённые пункты: Очамчыра, Мыку.

## История

Колхида и Иберия

Административное деление в Грузинском царстве

Самым ранним государственным образованием на территории Очамчырского района была Колхида (XII век до н. э.). На месте современного города Очамчырa примерно в VI веке до н. э. греками-колонистами был основан один из древнейших полисов Гюэнос. С II века н. э. по VII век век н. э. территория области входила в состав западно Грузинского царства Эгриси.
В начале IX века Эгриси-Лазика совместно с усилившейся Абазгией образовала Абхазское царство. Согласно грузинским летописям, царь Леон II разделил своё царство на восемь княжеств: собственно Абхазию, Цхуми, Бедию, Гурию, Рачу и Лечхуми, Сванетию, Аргвети и Кутаиси , Очамчырский район находилась в пределах Бедийского эриставства (Мегрелия).
К середине X в. Абхазское царство достигает наибольшего расширения своих границ: оно охватывает всю Западную и значительную часть Восточной Грузии, а на севере простирается вдоль черноморского побережья вплоть до района современной Анапы. В Нижней Картли оно дошло до города Самшвилде, а также покорило южную часть Тао-Кларджети, с 1008 года абхазское царство трансформируется в Единое Грузинское царство.
В конце XV века единое Грузинское царство распалось на четыре части: царства Картли, Кахети , Имерети и княжество Самцхе-Саатабаго. Процесс феодального дробления страны усугублялся, и в пределах царства Имерети образовались княжества Гурия, Абхазское княжество и Мегрельское княжество.
Вплоть до начала XVIII века Очамчырский район был территорией Мегрельского княжества Дадианов но после смерти Левана II Дадиани (1657 год) Мегрельское княжество быстро слабеет. В конце XVII века в княжестве произошла смута, которая привела к потери многими дворянами и князьями своих родовых сел, а для владетельных князей Дадиани подобная ситуация обернулась изгнанием. Власть узурпировал царедворец дворянин Кация Чиковани. Дворянство не приняло его власти и началось противостояние, которое закончилось утверждением в княжеском владении сына Кация Георгия IV Липартиани, который примет фамилию владетелей Дадиани. Представитель Aбхазской владетельной фамилии Сорек Шарвашидзе включился в борьбу за княжеский престол Мегрелии, добился успеха и овладел территорией земли Мегрелии до реки Галидзга (почти весь современный Очамчирский район). Шервашидзе захватили Бедию, а после 1683 года продвинулись до реки Ингури. Имеретинские цари, обеспокоенные усилением и продвижением Aбхазских князей Шервашидзе, помирились с Мегрельскими князьями Дадиани и совместными усилиями в 1702 году остановили Шервашидзе. Но восточной границей Абхазии с этого года осталась Ингури. Поскольку Шервашидзе не удалось овладеть остальной Мегрелией, территория до Ингури вскоре была объявлена частью Абхазии, с тех пор и по сей день Очамчырский район находится в составе Абхазии.
Район большей частью располагается на территории исторической области Абжуа, являющейся местом формирования и компактного проживания абжуйских абхазов, носителей абжуйского диалекта абхазского языка. В районе 3 армянских и 3 мегрельских села, остальные селения преимущественно абхазские. Население сосредоточено в равнинно-предгорной полосе к югу от Кодорского хребта.
Очамчырский район Республики Абхазии был образован в 1995 году на части территории бывшего Очамчирского района Абхазской АССР (территория бывшего района советской АССР без сёл Агубедиа и Ткуарчал) и части территории бывшего Гальского района Абхазской СССР (сёла Ачгуара, Шашалат и Гудава).
На территории района, по соглашению с правительством Абхазии, ведёт разведочно-изыскательские работы российская компания «Роснефть».

## Население
| Численность населения | Численность населения | Численность населения | Численность населения | Численность населения | Численность населения | Численность населения |
| 1926                  | 1939                  | 1959                  | 1970                  | 1979                  | 1989                  | 2003                  |
| --------------------- | --------------------- | --------------------- | --------------------- | --------------------- | --------------------- | --------------------- |
| 33 086                | ↗60 209               | ↗61 901               | ↗70 252               | ↗70 681               | ↗75 388               | ↘24 629               |
| 2011                  | 2013                  | 2014                  | 2015                  | 2016                  | 2017                  | 2018                  |
| ↗24 868               | ↗25 129               | ↗25 299               | ↗25 378               | ↗25 458               | ↗25 569               | ↗25 701               |
| 2019                  | 2020                  |                       |                       |                       |                       |                       |
| ↗25 784               | ↗25 901               |                       |                       |                       |                       |                       |

Численность населения в 2011 году составила 24 868 жителей. В 2003 году в районе жило 24 629 человек, а в 1989 году проживало 75 338 человек, включая часть современного Ткварчельского района.
Национальный состав района по переписям населения 1989 и 2011 гг.:
| Народ                         | 1989 г., чел | %        | 2011 г., чел | %        |
| ----------------------------- | ------------ | -------- | ------------ | -------- |
| абхазы                        | 27 640       | 36,7 %   | 19 328       | 77,72 %  |
| грузины (в том числе мегрелы) | 34 800       | 46,2 %   | 2367         | 9,52 %   |
| армяне                        | 6226         | 8,3 %    | 1647         | 6,62 %   |
| русские                       | 4439         | 5,9 %    | 967          | 3,89 %   |
| украинцы                      | 897          | 1,2 %    | 74           | 0,30 %   |
| греки                         | 232          | 0,3 %    | 58           | 0,23 %   |
| осетины                       | 89           | 0,1 %    | ...          | ...      |
| другие                        | 3139         | 1,3 %    | 427          | 1,72 %   |
| итого                         | 75 388       | 100,00 % | 24 868       | 100,00 % |

Национальный состав района по сведениям 1654 года 
По информации итальянского мисионера Арканджело Ламберти который появился в Мегрелии ко времени завершения пребывания там префекта миссии Конгрегации театинцев Пиетро Авитабиле, находившегося на этой должности с 1626 года Ламберти состоял миссионером этой же Конгрегации во время правления Леван II Дадиани в 1611—1657 годах. В течение почти двух десятков лет он служил при Циппурийском /Джипурийском/ монастыре. В 1654 году он издал в Неаполе свое "Описание Колхиды, называемой теперь Менгрелией. Книга прежде всего в том, что оно основано, главным образом, на непосредственных продолжительных личных наблюдениях автора, который сам в предисловии указывает, что прожил в Мегрелии «почти восемнадцать лет и изъездил весь этот край» в 1633 −1650 годах. Таким образом, хотя Ламберти свое сочинение посвятил Мегрелии, где вел свою миссионерскую службу по поручению папы Урбана VIII, но попутно сообщает сведения и о некоторых соседних с Мегрелией народах, вот что он пишет :

"Наконец, завершая свою характеристику рек Колхиды, он снова обращает наше внимание на Кодор, но уже как на этнически пограничную реку. «Последняя из всех рек Коддорс /Кодор/; это должно быть Кораче, потому что вся Колхида расположена между Фазисом и Кораксом, и совершенно так, как Фазис отделяет Мингрелию от Гурии, так и Коракс отделяет ее от Абхазии, а как за Фазисом мингрельский язык сразу сменяется грузинским, так за Кораксом сменяется абхазским, отсюда ясно, что Кодор мингрельцев есть древний Kоракс»

По этой информации, население нынешнего Очамчирского районa в 1650 году составляли Mегрелы.

## Руководство района
- Бигвава Беслан Владимирович — глава администрации Очамчырского района.
- Габелая Артимон Гивиевич — зам. главы администрации Очамчырского района.
- Квициния Адгур Карбеевич — председатель Очамчырского районного собрания.
- Шат-Ипа Омар Нязбеевич — зам. председателя Очамчырского районного собрания.